# Jim Foley – Realität des Terrors
Jim Foley – Realität des Terrors (Originaltitel: Jim: The James Foley Story) ist ein US-amerikanischer Dokumentarfilm von Brian Oakes aus dem Jahr 2016. Der Film erzählt das Leben des amerikanischen Fotojournalisten James „Jim“ Foley, der 2012 von ISIS-Terroristen entführt und zwei Jahre später umgebracht wurde.
Gedreht wurde der Film von Foleys langjährigem Freund Brian Oakes, der gemeinsam mit ihm in Neuengland in der Nähe des Lake Winnipesaukee aufgewachsen ist. Im Film kommen Foleys Familie, Freunde, Kollegen und andere ehemalige Gefangene zu Wort und geben Einblick in seine Lebensgeschichte.

## Auszeichnungen
Der Film feierte im Rahmen des Sundance Film Festivals 2016 seine Premiere. Brian Oakes erhielt den Publikumspreis für den besten Dokumentarfilm. Ebenfalls war der Film für den Großen Preis der Jury für den besten Dokumentarfilm nominiert.
Bei der Primetime-Emmy-Verleihung 2016 erhielt der Film einen Primetime Emmy Award in der Kategorie Exceptional Merit in Documentary Filmmaking.
Der Film erhielt außerdem bei der Oscarverleihung 2017 für den Filmsong The Empty Chair von Sting und J. Ralph eine Nominierung als Bester Song.

## Kritik
Der Film konnte 91 Prozent der Kritiker bei Rotten Tomatoes überzeugen (von 22 Kritikern insgesamt). Er erhielt dabei eine durchschnittliche Bewertung von 6,9 aus 10.